# Мајка ветрова (мађарска митологија)
Мајка ветрова (мађ. Szélanya, Szélanyó) је мађарска богиња или божанство ветра. 
Мајка ветрова, у даљњем тексту Селања, је дух који се налази у мађарском свету веровања. Према легенди, ветар дува из пећине. Пећина је на врху огромне планине, негде на крају света. Пећину чува старица, Она је Мајка ветрова, Селања. Према неким изрекама, када стара Селања умре, почиње да дува олујни ветар. Приче и басне доказују да је ветар персонификован и у мађарским баснама. Према речима мађарског народа, грђење ветра би нанело велику штету, па су грдње и псовке биле строго забрањене. Било је забрањено бацати секиру или било који други предмет у вихор, да се Селања не би увредила, јер би тада жетва била изгубљена.
Селања има и словенску верзију у којој је она нимфа која има моћ над ветром, у којој ужива у изазивању олуја. Живи око брда, планина и високих хумки. У мађарској и турској митологији, такође се верује да је она женски вилински дух који живи у дивљини, а понекад и у облацима.
На планети Венери су површинске географске формације назване по женским боговима, хероинама и митолошким фигурама народа. Назив гребена Селања преузет је из мађарских народних прича.

## Име на разним језицима
- Узбек: Yel Ona
- Татар: Җил Әни или Җил  Ана или Cil Ana
- Казах: Жел Ана
- Чуваш: Ҫил Анне или Ҫил Абай
- Башкорт: Εл Апай
- Сакха: Тыал Ий̃э
- Туркмен: Ýel Ene или Yel Eje
- Киргиз: Жел Эне
- Какас: Чил Ине или Чил Иӌе
- Балкар: Джел Ана
- Монголски: Салхи Ээж
- Бурјат: Һалхин Эхэ
- Оират: Салькн Эк
- Алтај: Салкын Эне
- Туван: Салгын Ава
- Турски: Yel Ana

Сви они значе, "мајка ветра".
Оногури су је такође обожавали.